# Dagmar Lahlum
Dagmar Mohne Hansen Lahlum née à Sørumsand, en Norvège, le 10 mars 1923 et morte le 28 décembre 1999 à Oslo était une résistante norvégienne durant la Seconde Guerre mondiale. Elle travailla, de manière non officielle, pour le MI5 et fut l'une des compagnes d'Eddie Chapman.

## Prime jeunesse
Fille d'un cordonnier, elle grandit tout d'abord à Eidsvoll. Lorsqu'elle est âgée de 17 ans, juste avant le début de la guerre en 1940, la famille s'installe à Oslo. Dagmar a une sœur ainée et deux demi-frères plus âgés. Elle travaille comme réceptionniste pour un hôtel du centre-ville puis s'inscrit dans une école de mode.

## Seconde Guerre mondiale

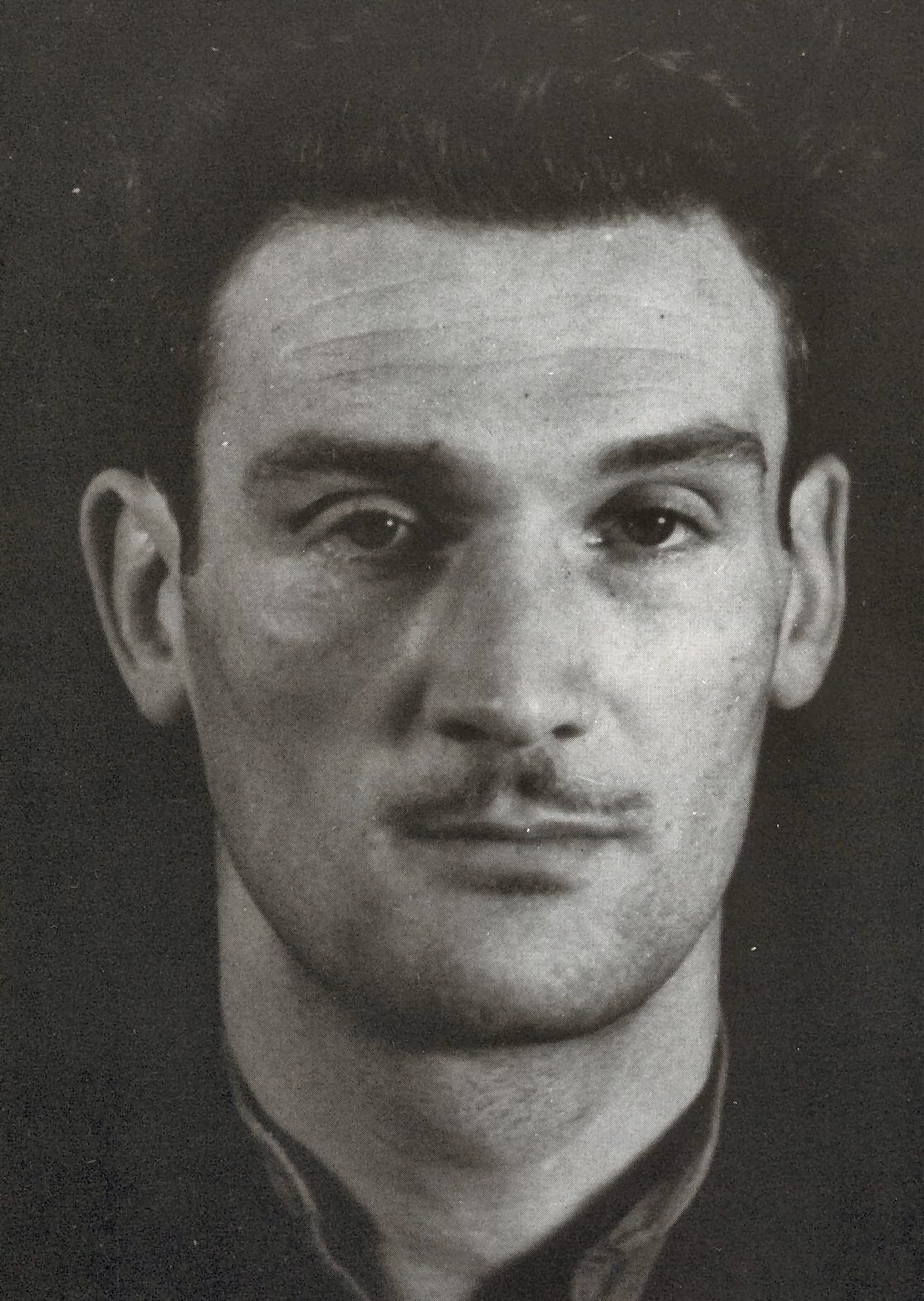
Eddie Chapman - Espion britannique et compagnon de Dagmar Lahlum.

En avril 1943, l'agent double Eddie Chapman était en train de boire un verre avec un officier allemand au bar du Ritz à Skillebekk (en) qui était également populaire parmi les membres du parti national-socialiste de Norvège, lorsque ses yeux tombèrent sur une ravissante jeune femme, talons hauts, décolleté avantageux et fumant une Craven A dans un porte-cigarette en ivoire.
Lorsqu'il lui adressa la parole pour la première fois, il pensait qu'elle était soit une prostituée, soit une entraineuse. Quant à elle, Dagmar Lahlum pensait qu'elle avait affaire à quelqu'un qui travaillait pour les Allemands ou peut-être même à un allemand, malgré son accent étrange.
À partir de 1943, elle devint sa compagne puis, plus tard, sa fiancée. Troublé par le fait qu'elle avait été étiquetée par les Allemands comme étant une prostituée allemande, il compromit néanmoins sa sécurité lors d'une croisière sur un fjord après avoir partagé avec elle une bouteille de Cognac à l'issue d'un repas. Il lui expliqua qu'il était un agent double britannique et qu'il serait prochainement envoyé en mission par les Allemands en Grande-Bretagne. Rassurée, Dagmar Lahlum lui expliqua alors son action dans la résistance norvégienne.
Lorsque Chapman fut renvoyé en Grande-Bretagne, les Allemands, à sa demande, veillèrent sur Dagmar Lahlum. Elle fut même soutenue financièrement d'une rente mensuelle de 600 couronnes versée par le secrétaire de Chapman, Stephan von Gröning.
À cette époque, Chapman la plaça dans le rôle d'une recrue non officielle du MI5. Ensemble, ils surveillèrent l'action des Allemands à Oslo et dans les alentours. Ceci sera détaillé plus tard par Chapman dans ses échanges avec ses contacts britanniques. L'un des sites qu'ils surveillèrent fut le domicile du leader et traître norvégien Vidkun Quisling.
Ils vécurent ensemble à Oslo dans un appartement abandonné par une famille juive tuée par les Allemands et ensuite dans une petite maison au Kapellveien, 15 également à Oslo.
Lorsqu'il revint en Angleterre, Chapman utilisa toujours comme code de sécurité le prénom de Dagmar pour attester, dans ses échanges radio, qu'il était toujours libre.
Bien qu'ils aient parlé d'ouvrir ensemble un bar ou un club à Paris après la guerre et d'avoir des enfants ensemble, lorsque la guerre cessa et de manière peut-être prévisible, Chapman abandonna Dagmar Lahlum qui ne se remit jamais de leur relation. Les Norvégiens, ignorant du fait que Chapman était un agent britannique, la traitèrent comme une catin allemande.

## Après-guerre
Après la guerre, Dagmar travaillera pour un libraire, ensuite un coiffeur et enfin un comptable. Elle resta célibataire et sans enfant, toujours décidée à ne rien révéler concernant Eddie Chapman. Ceci la conduisit ainsi à plaider coupable lors de son jugement pour trahison en 1947 et à être condamnée par la justice norvégienne toujours ignorante de la situation réelle. Elle mourut de la maladie de Parkinson à Oslo, le 28 décembre 1999.
Après sa mort, sa nièce, Bibbi Røset, retrouva dans de vieux papiers une boite contenant des lettres non-envoyées adressées à Chapman dans son anglais soigné, elle les brûla toutes. Cette découverte et la diffusion de documents jusqu'alors classés secrets firent remonter, pour la première fois son histoire au grand jour. Jusqu'à la fin de sa vie, son voisinage avait murmuré qu'elle était une catin allemande.
Son histoire est partiellement racontée dans le livre Agent Zigzag.